# Aanslag in Koeweit van juni 2015
Vlak bij de Shia-moskee in Koeweit-stad werd op 26 juni 2015 een zelfmoordaanslag gepleegd. Bij deze aanslag vielen minstens 27 doden en meer dan 227 gewonden. De aanslag werd opgeëist door Islamitische Staat. Het was de eerste keer dat in Koeweit een dergelijke aanslag plaatsvond.
Dezelfde dag vonden er nog drie min of meer vergelijkbare aanslagen plaats, onder andere in de Tunesische badplaats Sousse (ook opgeëist door IS) en in het Franse Saint-Quentin-Fallavier. Daarnaast was er een aanval in Lego (Somalië). Een rechtstreeks verband tussen al deze aanslagen is tot op heden echter niet aangetoond.